# KIN (جين)
البروتين KIN هو بروتين يتم ترميزه في البشر بواسطة جين KIN. البروتين المشفر بواسطة هذا الجين هو بروتين نووي يشكل بؤرًا نوويًا أثناء الانتشار ويتم إعادة توزيعه في النيوكليوبلازم أثناء دورة الخلية. تثير الأشعة الفوق البنفسجية قصيرة الموجة إعادة تركيز البروتين، مما يشير إلى مشاركتها في الاستجابة الخلوية لتلف الحمض النووي.